# Vojtěch Hynais
Vojtěch Antonín Hynais (ur. 14 grudnia 1854 w Wiedniu, zm. 22 sierpnia 1925 w Pradze) – czeski malarz, autor kurtyny Teatru Narodowego w Pradze.

## Życiorys
Urodził się 14 grudnia 1854 roku w Wiedniu w biednej czesiej rodzinie. Miał dwóch młodszych braci. Jego matka pochodziła z Soudnej (obok Jiczyna), ojciec pochodził z Bolewca (koło Pilzna). Ojciec pracował jako krawiec, z pasji był także czeskim pisarzem, uczył swoje dzieci języka czeskiego i podróżował z nimi do Czech.
Vojtěch miał talent muzyczny i dobrze grał na pianinie.
W roku 1870 rozpoczął studia na Akademii Sztuk Pięknych w Wiedniu. Jego nauczycielami byli Carl Wurzinger oraz August Eisenmenger, a od 1874 roku Anselm Feuerbach, który chwalił go jako artystę i człowieka i z którym się zaprzyjaźnił.
W 1873 roku otrzymał Złoty Medal Fügera za obraz „Herkules v kolébce“.
W 1874 roku z pomocą Anselma Feuerbacha uzyskał stypendium za obraz „Muka svatého Víta“, dzięki któremu wyjechał do Włoch: najpierw do Wenecji, później do Florencji i Rzymu. Łącznie za granicą przebywał ok. 2 lat.
W 1883 roku wykonał kurtynę Teatru Narodowego w Pradze.
Zmarł 22 sierpnia 1925 w Pradze, pochowany został na Cmentarzu Wyszehradzkim. Niektóre źródła podają, że powodem śmierci był rak płuc.

## Odznaczenia i nagrody
- Złoty Medal Fügera Akademii Sztuk Pięknych w Wiedniu (1873)[2]
- Order Korony Żelaznej, III klasy, rycerz (1887)[2]
- Legia Honorowa, IV klasa, oficer (1923)[2]

## Upamiętnienie
Przy ulicy Ostrovní w Pradze na budynku, w którym mieszkał aż do śmierci, znajduje się tablica pamiątkowa autorstwa Jakuba Obrovskiego.
W 1998 roku powstał film fabularny Genij vlasti w reżyserii Jiříego Stracha (był to jego debiut) i według scenariusza Martina Šafránka opowiadający historię malowania kurtyny Teatru Narodowego przez Vojtěcha Hynaisa.
W wielu czeskich miastach, m.in. w Pradze, znajduje się ulica Vojtěcha Hynaisa.